# Popis velških umjetnica
Ovo je popis umjetnica rođenih u Walesu ili čija su umjetnička djela usko povezana s tom zemljom.

## C
- Brenda Chamberlain (1912. – 1971.), slikarica i spisateljica

## J
- Gwen John (1876. – 1939.), slikarica

## W
- Margaret Lindsay Williams (1888. – 1960.), slikarica
- Frances Elizabeth Wynne (1836. – 1907.)